# Бонивер, Маргерита
Маргерита Бонивер (итал. Margherita Boniver; род. 11 марта 1938, Рим) — итальянский государственный деятель и журналист.

## Биография
Бонивер родилась 11 марта 1938 года в Риме. До 1962 года она находилась за пределами Италии, живя в Вашингтоне, Бухаресте и Лондоне. По образованию специалист в области международных отношений. В Италии она основала местное отделение «Amnesty International», которым руководила с 1973 по 1980 год. 
В 1995 году Генеральный секретарь ООН Бутрос Бутрос-Гали назначил ее своим советником в Подготовительном комитете Всемирного саммита по проблемам бедности и маргинализации в Копенгагене. 
Бонивер заседала в Палате депутатов Италии от Социалистической партии в 1987—1992 годах, а затем была избрана в Сенат. В 1987 году стала депутатом Европейского парламента, где представляла Италию до 1989 года. 
В 1991 году стала министром по делам итальянцев за границей и иммиграции в VII правительстве премьер-министра Джулио Андреотти. В 1992—1993 годах занимала пост министра туризма Италии в кабинете Джулиано Амато.
После расследований операции «Чистые руки» и последовавшего расформирования Социалистической партии Бонивер присоединилась к Федерации социалистов, выступавшей против союза остатков ИСП с Демократической партией левых сил. Вместо этого они воссоздали Социалистическую партию в 1996 году, а затем она вошла в правую партию «Вперёд, Италия» вместе со многими другими бывшими социалистами. 
После того, как в 2001 году она снова безуспешно баллотировалась в Сенат Италии, она была назначена и проработала до 2006 года заместителем министра иностранных дел. В 2006 и 2008 годах она переизбиралась в Палату депутатов, представляя социал-демократическое крыло партии.